# Cronaca Sovversiva
Cronaca Sovversiva è stato un quotidiano anarchico, quasi interamente in lingua italiana, edito negli Stati Uniti da Luigi Galleani dal 1903 al luglio 1918, anno in cui fu bandito.

## Storia
Il giornale fu fondato da Luigi Galleani il 6 giugno 1903 a Barre, Vermont. La sua tiratura non superò mai le 5000 copie, ma la sua influenza tra i lavoratori immigrati italiani fu molto importante. Gli argomenti trattati dal quotidiano spaziavano dall'anticlericalismo all'antimilitarismo, passando per l'amore libero, la propaganda del fatto alla rivoluzione sociale. Il principale illustratore fu Carlo Abate, scultore milanese emigrato negli Stati Uniti nel 1896. Durante la latitanza di Galleani a causa del suo attivismo anarchico, Abate figurò per qualche tempo anche come editore.
Nel 1906 Cronaca Sovversiva pubblicò un manuale da venticinque centesimi, descritto come indispensabile a qualsiasi famiglia proletaria, con l'innocuo titolo La salute è in voi!, ma che in realtà conteneva una guida sulla fabbricazione di esplosivi basata sugli scritti di un chimico milanese, amico di Luigi Galleani. Nel 1912 il giornale si trasferì a Lynn, Massachusetts, città dove lavoravano molti italiani, principalmente nei calzaturifici.
Il 26 maggio 1917, un mese dopo l'entrata in guerra degli Stati Uniti d'America,  Cronaca Sovversiva denunciò una nuova legge sulla coscrizione, esortando esplicitamente i coscritti alla disobbedienza. A giugno, basandosi sull'Espionage Act, una legge appena approvata, il governo degli Stati Uniti vietò la distribuzione del giornale, prima di avviare un'operazione di polizia che portò agli arresti a New York di Emma Goldman e Aleksandr Berkman, poi presso la sede della Cronaca Sovversiva dello stampatore John Eramo, di Luigi Galleani e dell'editore Carlo Valdinoci.
Il 24 giugno 1919, a seguito degli scontri a New York contro i l procuratore generale degli Stati Uniti Alexander Mitchell Palmer, Luigi Galleani e i suoi collaboratori vennero espulsi dagli Stati Uniti.
Tornato a Torino, Galleani, con Raffaele Schiavina, cominciò a ripubblicare Cronaca Sovversiva il 17 gennaio 1920. Gli anarchici italoamericani Nicola Sacco e Bartolomeo Vanzetti, al centro della vicenda Sacco e Vanzetti negli anni '20, collaborarono con il giornale a più riprese.